# 勒包-齐陶县
勒包-齐陶县（Landkreis Löbau-Zittau）是德国萨克森州东部曾经的一个县，隶属于德累斯顿行政区，首府齐陶。2008年8月1日，勒包-齐陶县与下西里西亚上劳西茨县和格尔利茨合并为格尔利茨县。

## 地理
勒包-齐陶县北面与下西里西亚上劳西茨县和格尔利茨市，西面与包岑县，东面与波兰的下西里西亚省，南面与捷克相邻。